# Шевченко Віктор Олексійович
Віктор Олексійович Шевченко (19 вересня 1949, Київ — 5 березня 2012, там само) — український науковець, доктор географічних наук, професор, географ-картограф.

## Біографія
Народився 19 вересня 1949 року в місті Києві. 1975 року закінчив географічний факультет Київського університету. Працював у 1975—1995 роках в інституті географії НАН України, де 1983 року заочно закінчив аспірантуру. Кандидатська дисертація (науковий керівник доктор географічних наук, професор А. П. Золовський) на тему: «Системное картографирование онкологической заболеваемости населения (на примере Украинской ССР)». Працював у напрямах медико-географічного та комплексного атласного картографування: розробив і склав Атлас злоякісних пухлин серед населення України (1986); уклав окремі карти Атласу Донецької області (1982), Атласу захворюваності злоякісними пухлинами населення окремих країн-членів РЕВ (1983); Атласу туриста Українських Карпат (1987); Атласу Чернігівської області (1991). Співавтор стінних навчальних карт для середньої школи: «Україна. Рослинний та тваринний світ» (1995) та «Україна. Лісопромисловий комплекс» (1996). Брав участь у розробці територіальних комплексних схем охорони природи Донецької області (1986–1988), міста Запоріжжя (1989—1991). Працював у колективі авторів з розробки концепції ризику зараження населення окремими інфекціями, що набуло втілення в атласі «Риск заражения населения сибирской язвой, столбняком, аскаридозом, туляремией, лептоспирозом в УССР» у 25 томах-випусках (за кількістю областей України) у 1989 році. Брав участь у підготовці національних доповідей про стан природного навколишнього середовища в Україні у 1992 та 1994 роках.
У 1989 році визначив точку географічного центру України в смт Добровеличківка Кіровоградської області, де у 1991 році було встановлено пам'ятний знак. У 1992–1995 роках працював у складі Міжвідомчого Антарктичного Комітету, нині Національний антарктичний науковий центр. Викладав географічні дисципліни у Київському педагогічному інституті імені М. Горького у 1983—1986 роках; Ніжинському педагогічному інституті імені М. Гоголя у 1987—1992 роках; Київському військовому ліцеї імені Івана Богуна у 1994—1996 роках.
У Київському університеті з 1995 року завідує науково-дослідною лабораторією геодезії, картографії та фотограмметрії географічного факультету. З 1998 року професор за сумісництвом. Захистив докторську дисертацію на тему: «Теоретико-методичні основи медико-географічного аналізу території України» 1997 року. З 1998 року член спецради з захисту дисертацій Київського університету (з 2001 заступник голови ради, з 2006 року — голова ради). З початку 1999 року член експертної Ради з географічних наук вищої атестаційної комісії України. З 1999 року представник України в Комісії з теоретичної картографії Міжнародної картографічної асоціації (ICA). У 1993 році обраний членом-кореспондентом Української екологічної академії, у 2000 році академіком Міжнародної московської академії дитячо-юнацького туризму та краєзнавства. Міжнародні зв'язки: кафедра, яку він очолював здійснювала зв'язки з науковими та освітніми установами світу завдяки участі в роботі Міжнародної картографічної асоціації — МКА (зокрема членом комісії з теоретичної картографії цієї організації був професор В. О. Шевченко), значною мірою сприяв узгодженню змісту навчальних програм в межах УМО Євразійської Асоціації університетів, організації Міжнародних картографічних конференцій.

## Нагороди
Нагороджений Золотою медаллю Виставки досягнень народного господарства СРСР за розробку концепції ризику зараження населення окремими інфекціями, що набуло втілення в атласі 1991 року. Диплом Географічного товариства СРСР «За видатні праці в галузі географічних наук» (1991), відзнакою «Золотой компас» Московської міжнародної академії дитячо-юнацького туризму та краєзнавства (2004), «Відмінник вищої освіти» 2008 року.
Почесний громадянин смт Добровеличківка.

## Наукові праці
Автор понад 410 наукових праць, у тому числі 13 монографій, 9 навчальних і навчально-методичних посібників, 1 підручника. Автор декількох статей у Географічній енциклопедії України. Підготував 6 кандидатів наук та 1 доктора наук. Основні праці:
1. Медико-географическое картографирование территории Украины / В. А. Шевченко; Отв. ред. Л. Г. Руденко; Ин-т географии НАН Украины. — Київ: Наукова думка, 1994. — 160 с. (рос.)
2. Загальна медична географія світу: монографія. — Київ, 1998. — 178 с. (у співавторстві з Гуцуляком В. М., Нечипоренко Г. Л.).
3. Тричі перший (до 200-річчя навколосвітньої подорожі видатного мореплавця та географа Юрія Лисянського (1803-1806)) [Архівовано 29 березня 2022 у Wayback Machine.] // Ніжинська старовина: Науковий історико-культурологічний збірник. — 2006. — Вип. 2(5). — С. 147—150.
4. Центризм та центричність в географії. — Київ: Ніка-Центр, 2006. — 156 с. — ISBN 966-521-391-1.
5. Дивосвіт геозображень. — Київ: Ніка-Центр, 2007. — 250 с. — ISBN 978-966-521-442-7.

### Статті
- Шевченко Віктор. Батько прогнозування погоди (до 200-річчя від дня народження Роберта Чарльза Фіцроя) // Географія та основи економіки в школі: Науково-методичний журнал. — Київ, 2005. — № 6. — С. 44—48.
- Фокін Сергій Видатний український мандрівник-екстремал Сергій Гордієнко : визначні дати та видатні імена / Фокін Сергій, Шевченко Віктор // Географія та основи економіки в школі: науково-методичний журнал. — Київ, 2010. — № 5. — С. 44—47.
- Відомий тележурналіст і мандрівник Юрій Сенкевич : визначні дати та видатні імена // Географія та основи економіки в школі: науково-методичний журнал. — Київ, 2010. — № 1. — С. 42—44.
- Вшанування пам'яті М. М. Миклухо-Маклая: визначні дати та видатні імена // Географія та основи економіки в школі: науково-методичний журнал. — Київ, 2011. — № 10. — С. 43—46.
- Г. Л. де Боплан — перший автор карт українських територій : визначні дати та видатні імена // Географія та основи економіки в школі: науково-методичний журнал. — Київ, 2011. — № 7/8. — С. 48—50.
- Географічна карта: біографія назви : відкриття, дослідження // Географія та основи економіки в школі : науково-методичний журнал. — Київ, 2011. — № 2 (108). — С. 45—47.
- Гідробіолог та полярний дослідник Петро Ширшов: визначні дати та видатні імена // Географія та основи економіки в школі : науково-методичний журнал. — Київ, 2010. — № 2. — С. 40—43.
- Дмитро Іванович Менделеєв — дослідник-географ: визначні дати та видатні імена // Географія та основи економіки в школі : науково-методичний журнал. — Київ, 2009. — № 2. — С. 41—45.
- Експедиція лейтенанта Брусилова: визначні дати та видатні імена // Географія та основи економіки в школі : науково-методичний журнал. — Київ, 2009. — № 9. — С. 44—46.
- Ернан Кортес — відкривач Центральної Америки // Географія та основи економіки в школі : Науково-методичний журнал. — Київ, 2007. — № 6. — С. 46—51.
- Життя, яскраве як комета (До 350-річчя з дня народження Едмунда Галлея) // Географія та основи економіки в школі : Науково-методичний журнал. — Київ, 2006. — № 5. — С. 53—56.
- Засновник океанографії (До 200-річчя з дня народження Метью Фонтейна Морі) // Географія та основи економіки в школі: Науково-методиччний журнал. — Київ, 2006. — № 1. — С. 46—49.
- Історик та географ, господар Молдови Димитрій Кантемір : визначні дати та видатні імена // Географія та основи економіки в школі : науково-методичний журнал. — Київ, 2010. — № 6. — С. 43-45.
- Й. -В. Гете — природознавець (До 260-річчя від дня народження великого поета і натураліста) : країна і люди // Географія та основи економіки в школі: науково-методичний журнал. — Київ, 2009. — № 4. — С. 42—44.
- Картографічне забезпечення регіональної екологічної політики (питання теорії) // Наукові записки Київського національного університету імені Тараса Шевченка / Київський національний університет імені Тараса Шевченка. — Київ, 2004. — Т. 3: Географічний факультет. Геологічний факультет. — С. 100—105.
- Королівський пірат (До 460-річчя від дня народження Френсіса Дрейка) // Географія та основи економіки в школі : Науково-методичний журнал. — Київ, 2005. — № 1. — С. 50—53.
- Луї Бугенвіль — перший французький навколосвітній мореплавець : визначні дати та видатні імена // Географія та основи економіки в школі: науково-методичний журнал. — Київ, 2011. — № 5. — С. 42—45.
- Мартін Бехайм та його «Яблуко земне»: Визначні дати та видатні імена // Географія та основи економіки в школі: Науково-методичний журнал. — Київ, 2007. — № 8. — С. 52—54.
- Метью Фліндерс — відкривач Австралії : визначні дати та видатні імена // Географія та основи економіки в школі: науково-методичний журнал. — Київ, 2010. — № 10. — С. 52—55.